# Tokyo Skytree
Tokyo Skytree (jap. 東京スカイツリー Tōkyō Sukaitsurī) – wieża telewizyjna i widokowa w tokijskiej dzielnicy Sumida w Japonii.

## Historia
W 2010 roku została najwyższą budowlą w Tokio, a w marcu 2011 roku, po osiągnięciu swojej docelowej wysokości 634 metrów, stała się najwyższą wieżą na świecie, przewyższając Canton Tower oraz drugą najwyższą budowlą na świecie po Burdż Chalifa (828 m).
Budowa zakończyła się 29 lutego 2012, a uroczyste otwarcie odbyło się 22 maja 2012.

## Galeria

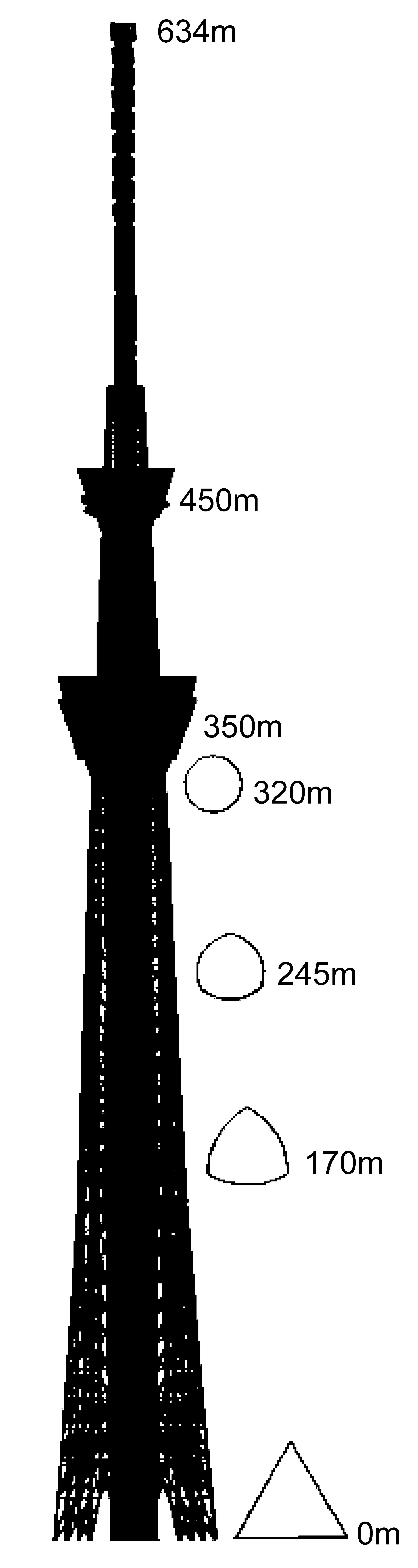
Szkic wieży i przekrój poprzeczny
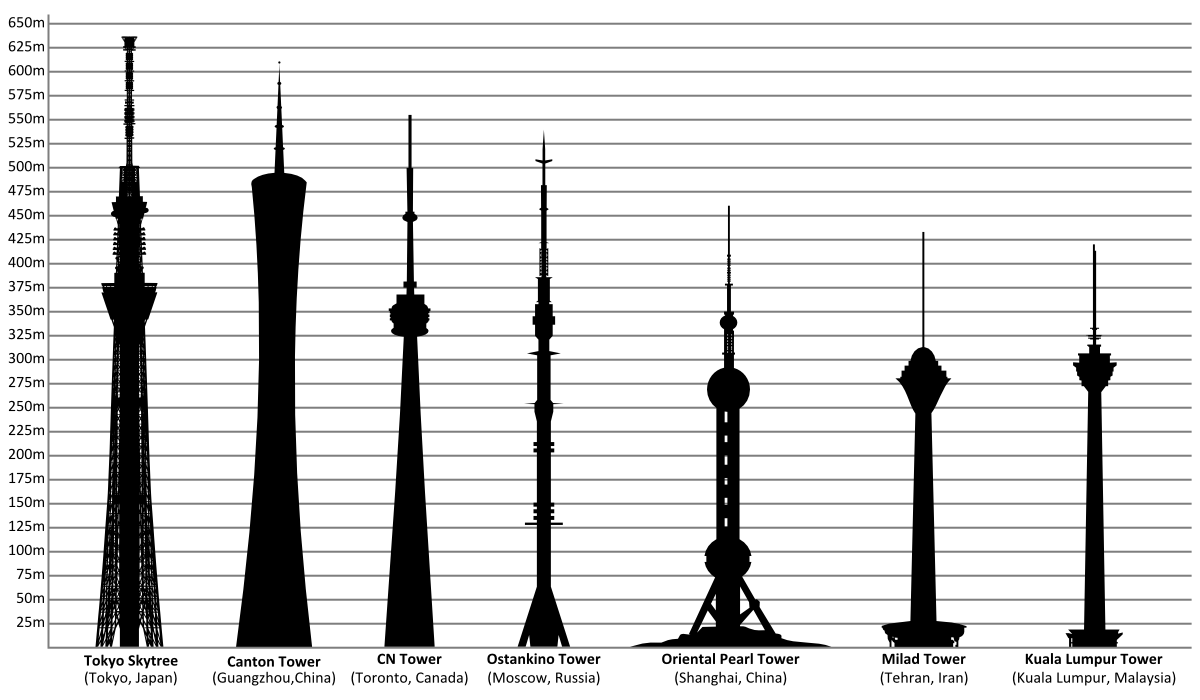
Najwyższe wieże telewizyjne